# 千年の孤独
『千年の孤独』（せんねんのこどく）は、1987年3月21日に発売された郷ひろみ57作目のシングル。

## 解説
1986年の活動休止期間を経て1年半振りのシングルとなった。

## 収録曲
全曲　 作曲:郷ひろみ／編曲:唐木裕史　
1. 千年の孤独（4分40秒）
  - 作詞:さがらよしあき
2. FORBIDDEN FRUIT（千年の孤独 English Version）（5分05秒）
  - 作詞:リンダ・ヘンリック